# Thomas Ian Griffith
Thomas Ian Griffith  (Hartford, 18 maart 1962) is een Amerikaans acteur, filmproducent en scenarioschrijver.
Griffith is vooral bekend van zijn rol als Terry Silver, een antagonist in de film The Karate Kid Part III uit 1989. Andere bekende films waarin hij speelde zijn John Carpenter's Vampires en xXx. Nadat hij in 2007 stopte met acteren, werkte hij als scenarioschrijver voor televisieseries en stripboeken. Hij werkte vaak samen met John Carpenter aan spin-offs en vervolgen op stripboeken van zijn films. 
Na een afwezigheid van 14 jaar keerde hij in 2021 terug naar het acteren en hernam hij zijn rol als Terry Silver in de vervolgserie Cobra Kai.

## Filmografie

### Films
- The Karate Kid Part III (1989)
- Night of the Warrior (1991)
- Ulterior Motives (1992)
- Excessive Force (1993)
- Crackerjack (1994)
- Beyond Forgiveness (1994)
- Hollow Point (1996)
- Behind Enemy Lines (1997)
- Kull the Conqueror (1997)
- Vampires (1998)
- Avalanche (1999)
- For the Cause (2000)
- High Adventure (2001)
- The Sea Wolf (2001)
- Black Point (2002)
- xXx (2002)
- Timecop 2: The Berlin Decision (2003)
- Pre-K (2007)
- Christmas on the Square (2020)

### Televisie
- Another World (1984-1987)
- In the Heat of the Night (1988)
- Wiseguy (1989)
- One Tree Hill (2004)
- Cobra Kai (2021-2025)